# GTV桐生黒保根中継局
GTV桐生黒保根中継局（ジーティブイきりゅうくろほねちゅうけいきょく）は、群馬県桐生市の旧勢多郡黒保根村域に置かれていた群馬テレビ中継局。

## 概要
- 当中継局は、桐生市の旧黒保根村中心部をカバーしていた。
- デジタル放送の中継局については、黒保根テレビ中継局に記述する。

## 中継局

### デジタル放送
- 黒保根テレビ中継局#送信施設概要を参照。

### アナログ放送
| 放送局名      | チャンネル | 空中線電力        | ERP               | 放送対象地域 | 放送区域内世帯数 |
| GTV群馬テレビ | 31ch       | 映像3W /音声750mW | 映像13W /音声3.3W | 群馬県       | 約900世帯        |

- アナアナ変換により2004年5月17日から6月7日の期間内に25chから変更された。

## 置局住所
- 桐生市黒保根町八木原の｢荒神山｣